# Hulk (nogometaš)
Givanildo Vieira de Souza (Campina Grande, 25. srpnja 1986.), poznatiji kao Hulk, brazilski je nogometaš koji igra na pozicija napadača. Trenutačno igra za Atlético Mineiro.
Profesionalni nogomet zaigrao je u Vitóriji i poslije tri godine u Japanu. Karijeru ne nastavio nekoliko sezona u Portugalu u Portu gdje je osvojio deset velikih naslova uključujući i Europsku ligu 2010./2011. i tri državna prvenstva. Jednom je bio najbolji strijelac lige.
Prvu međunarodnu utakmicu za Brazil zaigrao je 2009. godine. Na ljetnim Olimpijskim igrama 2012. igrao je za Brazil kao jedan od trojice igrača koji su bili iznad dopuštene dobi. Za Brazil je igrao na Konfederacijskom kupu 2013. i na Svjetskom kupu 2014. godine.
FIFA ga na službenim stranicama opisuje kao silnu figuru koja se zna snalaziti u kaznenom prostoru". Za jednog nogometaša vrlo je snažne građe. Dobio je nadimak Hulk jer sliči na glumca Loua Ferrigna koji je glumio lik Hulka u televizijskoj seriji iz '70-tih Nevjerojatni Hulk.
Brazilski napadač napustio je ruski Zenit iz St. Peterburga u lipnju 2016. godine preselivši se u redove kineskog prvoligaša Shanghai SIPG za 55,8 milijuna eura što je rekordni transfer u povijesti azijskog nogometa. Hulk je u Zenitu proveo četiri godine postigavši 75 golova u 144 nastupa.

## Vanjske poveznice
- SambaFoot
- Zerozero